# Paul Attanasio
Paul Attanasio (New York, 14 novembre 1959) è uno sceneggiatore, produttore televisivo ed ex critico cinematografico statunitense, che ha lavorato per il cinema e la televisione, produttore esecutivo della serie TV Dr. House.
Fratello di Mark Attanasio, si è laureato ad Harvard. La sua ex moglie, Katie Jacobs, è sua partner anche come produttrice.

## Biografia
Lavora come critico cinematografico per il Washington Post dal 1984 al 1987. Comincia a scrivere per la televisione con Doctor Doctor (1989) e Homicide (1993), da lui create. Nel 1994 scrive la sceneggiatura di Quiz Show, candidato all'Oscar.
Ha vinto il premio BAFTA alla sceneggiatura.

## Filmografia

### Sceneggiatura
- Doctor Doctor (Serie TV) (1989)
- Homicide (Serie TV) (1993-1994)
- Boston Hospital (2000)
- Quiz Show (1994)
- Rivelazioni (Disclosure) (1994)
- Donnie Brasco (1997)
- Sfera (Sphere) (1998)
- Al vertice della tensione (The Sum of All Fears) (2002)
- Poseidon (2006)
- Intrigo a Berlino (The Good German) (2007)
- East of Eden (annunciato)
- The Fighter (annunciato)

### Produzione
- Dr. House - Medical Division
- Century City
- Bull (2016)